# Municiones no explotadas

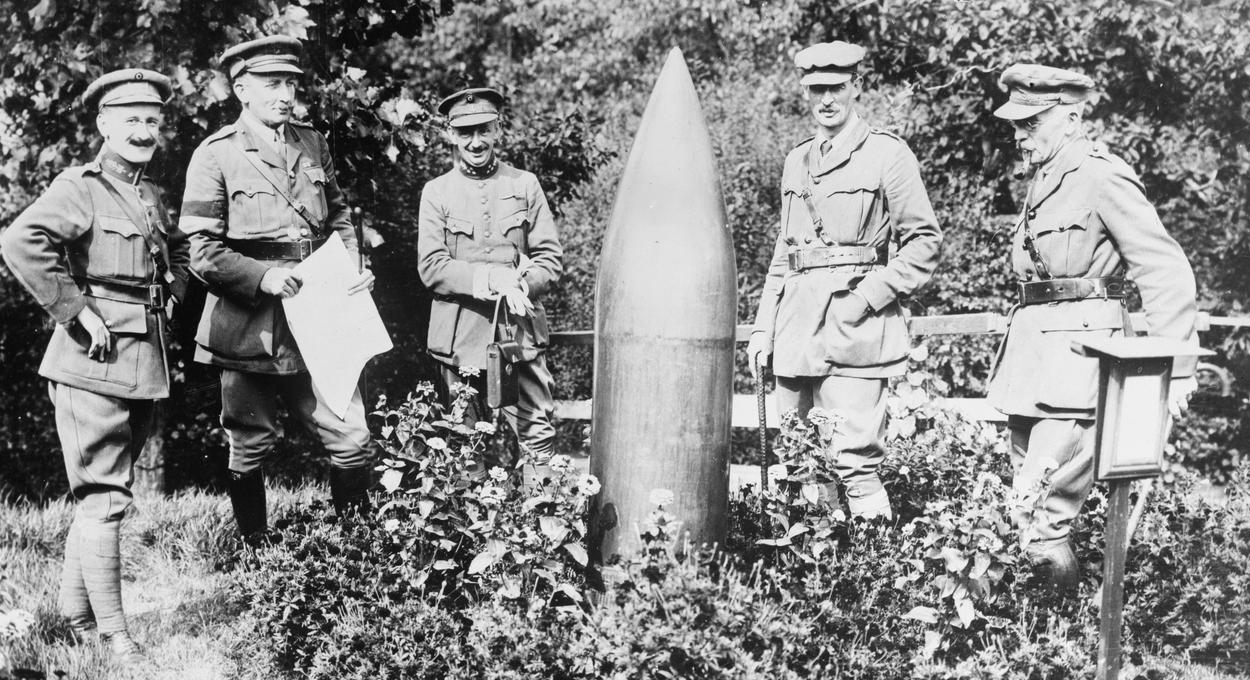
Oficiales británicos y belgas frente a un obús alemán no explotado en Flandes durante la Primera Guerra Mundial.

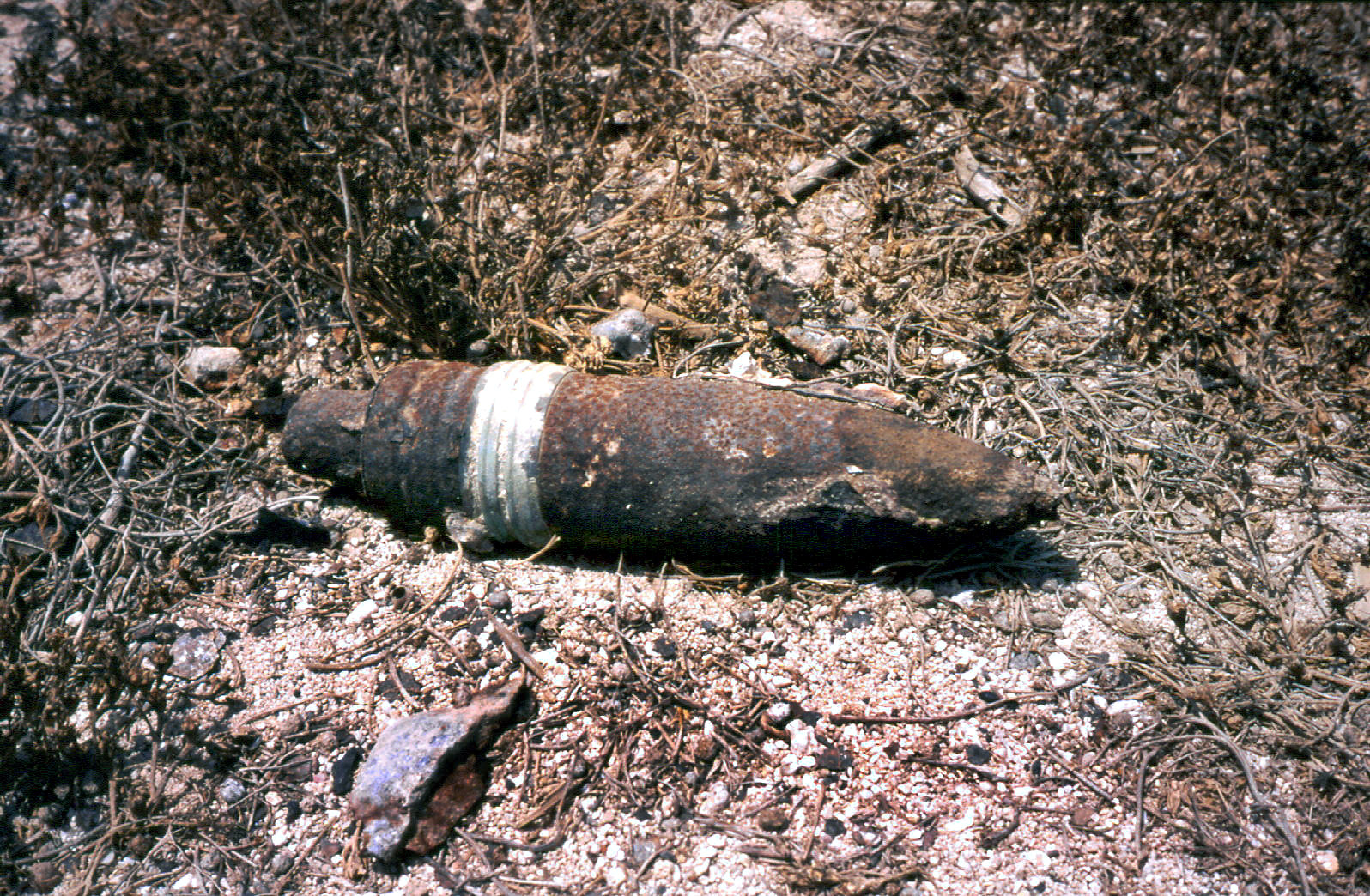
Proyectil de artillería iraquí en avanzado estado de corrosión utilizado durante la Guerra del Golfo de 1991.

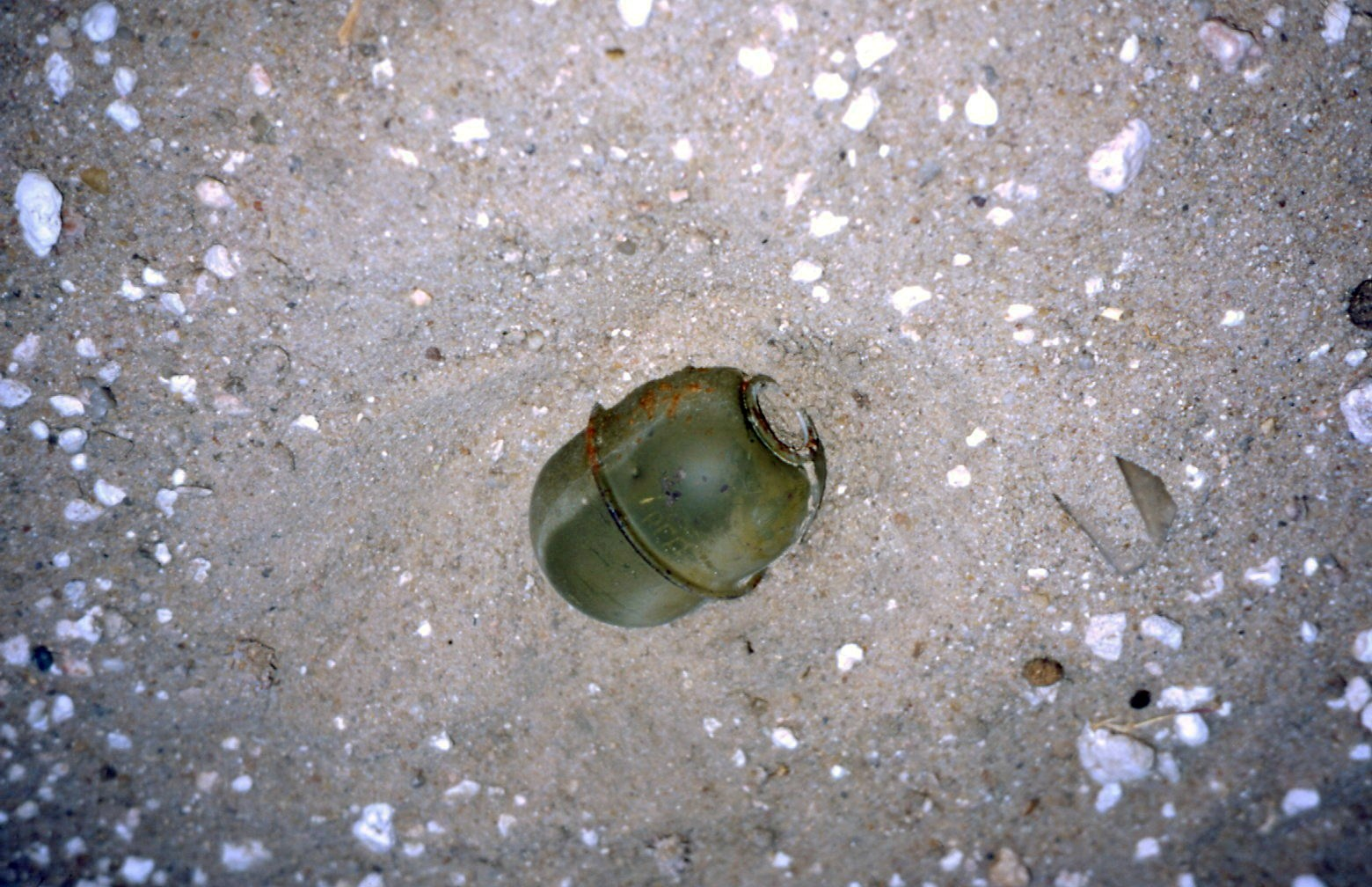
Una granada de mano RGD-5 sin espoleta, pero con carga explosiva, abandonada desde 1991 en el norte de Kuwait.

El término municiones no detonadas se refiere a armas explosivas, específicamente explosivos, que no se detonaron durante el conflicto en el cual fueron utilizadas y permanecen sobre el terreno durante años y décadas, de forma que representan un peligro latente para la población civil. Las minas antipersona y las bombas de racimo son uno de los ejemplos más conocidos y numerosos de municiones no detonadas. Las municiones no detonadas entran también en la categoría de restos explosivos de guerra.  